# Egnasia tenuilinea
Egnasia tenuilinea là một loài bướm đêm trong họ Noctuidae.